# Achanahalli, Sakleshpur
Achanahalli là một làng thuộc tehsil Sakleshpur, huyện Hassan, bang Karnataka, Ấn Độ.